# Abu Talibe
Abu Talibe ibne Abdal Mutalibe (em árabe: أبو طالب بن عبد المطلب‎; romaniz.: Abū Ṭālib ibn ‘Abd al-Muṭṭalib; 539 – 619) foi chefe do clã de Banu Haxim. Era o tio do profeta do Islã Maomé e pai do imame Ali. Ele é uma figura proeminente na história islâmica e entre a tribo dos haxemitas. Nasceu em Meca aproximadamente 35 anos antes do Ano do Elefante (cerca de 535) e assumiu a tutela de Maomé quando este tinha apenas oito anos, após a morte do avô de Maomé, Abdal Mutalibe. Como chefe da família Abu Talibe, ele tinha responsabilidades significativas, incluindo fornecer água e hospitalidade aos peregrinos da Caaba. Seu apelido "Abu Talibe" vem de seu filho mais velho, Talibe. Abu Talibe desempenhou um papel crucial na vida de Maomé. Apesar das dificuldades financeiras, ele proporcionou as melhores condições possíveis para a educação de Maomé e tinha uma afeição especial por ele. Relatos indicam que Abu Talibe sempre priorizava Maomé em relação a seus outros filhos e até colocava sua cama ao lado da sua. Esse amor e apoio continuaram até que Maomé atingisse a idade de 27 anos e se casasse com Cadija. Com o início da profecia de Maomé, Abu Talibe se destacou como um dos maiores apoiadores dele. Apesar das pressões sociais e ameaças da tribo coraixita, ele defendeu firmemente Maomé contra suas conspirações. os coraixitas tentaram repetidamente dissuadir Abu Talibe de apoiar Maomé através de várias ofertas, mas ele permaneceu leal ao seu compromisso. No sétimo ano da profecia, quando os coraixitas decidiram matar Maomé, Abu Talibe se opôs a essa decisão e, consequentemente, levou a um boicote contra os haxemitas. Abu Talibe também acompanhou Maomé em uma jornada comercial com a caravana dos coraixitas, que resultou em seu encontro com um monge cristão chamado Bahira. Esse encontro teve um impacto significativo no futuro de Maomé, levando Abu Talibe a decidir retornar Maomé a Meca depois disso. Abu Talibe faleceu no 26º dia de Rajab no décimo ano da profecia (620) e foi enterrado no cemitério Hijun em Meca. Sua morte coincidiu com um ano conhecido como "O Ano da Tristeza", pois também foi o ano em que Cadija faleceu. Após a morte de Abu Talibe, o Profeta comentou: "Enquanto Abu Talibe estava vivo, os coraixitas me temiam." Essa declaração destaca o papel crítico de Abu Talibe em apoiar tanto Maomé quanto os muçulmanos. Em última análise, Abu Talibe é lembrado não apenas como o tio do Profeta, mas também como um dos maiores apoiadores do Islã cujos sacrifícios desempenharam um papel fundamental na formação da história islâmica. Seu caráter como um verdadeiro crente e defensor do monoteísmo permanece gravado na memória.

## Contexto Histórico

Principais grupos tribais árabes antes da ascensão do Islã.

De acordo com relatos de fontes islâmicas, Ismael, filho de Abraão e Hagar, foi responsável pela construção da Caaba, que foi erguida antes da fundação da cidade de Meca. Gradualmente, Meca se tornou um importante centro para as caravanas comerciais na Arábia e um polo de atividades religiosas e comerciais no oeste do Hijaz. Além da Caaba, havia mais de 300 ídolos que os árabes visitavam anualmente, realizando rituais como o Tawaf (circunvalação da Caaba), beijando-a, sacrificando animais e atirando pedras no diabo.  Além dos deuses tribais, a maioria dos árabes acreditava em um deus supremo comum chamado "Alá", mas não eram realizados rituais religiosos específicos para Ele.  O Alcorão também menciona indivíduos que seguiam a religião "Hanif"; Hanif refere-se a alguém que chegou ao monoteísmo por meio de sua disposição inata. Abraão é apresentado como o modelo principal dos hanif—aqueles que aderem à verdade—tendo alcançado o monoteísmo através de sua percepção pessoal; assim, a religião hanif é definida como equivalente à religião de Abraão.  Os comentaristas do Alcorão observam que, antes do Islã, o termo hanif se referia a dois grupos: árabes que seguiam os ensinamentos de Abraão e adoradores de ídolos que realizavam apenas alguns rituais religiosos relacionados à fé de Abraão, como a peregrinação ou a circuncisão. A precisão histórica dessa afirmação é contestada entre os estudiosos ocidentais; alguns rejeitam completamente esses relatos históricos, considerando-os uma extensão dos conceitos corânicos para tempos pré-islâmicos, enquanto outros aceitam a validade histórica de alguns ou todos esses relatos. 
O estudo da história de Meca deixa claro que houve um conflito prolongado entre as tribos árabes pelo poder. Esse conflito era tão extenso que também abrangia a missão de Maomé, levando os líderes tribais a considerar sua profecia como um movimento meramente político. Na cultura tribal árabe, a linhagem tinha uma importância significativa, com tribos menores se esforçando para preservar sua ancestralidade. A linhagem era considerada transmitida exclusivamente por relações de sangue. Segundo relatos de Abu al-Faraj al-Isfahani, se alguém de outra tribo pretendesse se conectar com uma das tribos árabes, deveria sugar algumas gotas de sangue de um de seus membros. Nessa cultura, as tribos eram colocadas umas contra as outras, e não havia conceito de identidade nacional. Dentro da estrutura tribal dos árabes, existiam unidades menores conhecidas como "tireh", e apesar das diferenças entre elas, isso frequentemente levava a conflitos. Nesse sistema tribal, os estrangeiros conhecidos como "Ajami" tinham um status social muito baixo. Essa hostilidade em relação aos estrangeiros resultou em um isolamento cultural da Arábia em relação às sociedades vizinhas e dificultou o contato com outras raças e línguas. A política das tribos árabes era baseada em uma lógica étnica e tribal, que contrastava fortemente com a política urbana e a tolerância em relação aos não árabes. 
Antes do controle de Cussai ibne Quilabe sobre a Caaba, os residentes de Meca não se instalavam perto de suas casas por respeito à Caaba; no entanto, após a diretiva de Cussai, um grupo se estabeleceu em um vale próximo à Caaba conhecido como Abṭaḥ. Com a reunião da tribo de Cussai nesse vale, seu nome mudou de Banu Fiir para Coraixe. Durante esse período, a cultura tribal foi gradualmente transformada em cultura urbana. A questão da sucessão após a morte de ussai gerou as primeiras tensões entre Abde Adar e Abde Manafe. À medida que os conflitos se intensificavam nas gerações seguintes, surgiram dois pactos: al-Hilf al-Mutayyibin e al-'Alaqah al-Dam. Além das disputas entre Banu Abede Adar e Banu Abde Manafe, também surgiram conflitos entre as duas ramificações dos haxemitas e Banu Omaia da Banu Abde Manafe. Durante esse tempo, Abdal Mutalibe conseguiu transformar o governo coletivo tribal dos coraixitas em uma liderança sob um único indivíduo por meio de suas políticas. Isso ajudou a minimizar os conflitos durante sua vida; no entanto, após a morte de Abdal Mutalibe, as tensões aumentaram novamente e continuaram até o advento do Islã. 

## Genealogia, nomes e títulos

### Clã dos coraixitas
A tribo coraixita tinha um status proeminente entre os árabes, frequentemente chamada de Alalá, Jirã Alá e Sacane Harame Alá. Sua nobreza era reconhecida, e as pessoas lutavam batalhas em seu nome. No entanto, essa fama era principalmente associada a famílias específicas, particularmente a de Cussai, e mais tarde Haxim e Abdal Mutalibe.  Os esforços de Cussai em estabelecer uma casa consultiva em Meca e criar serviços para peregrinos aumentaram significativamente o prestígio da tribo. Haxim contribuiu ainda mais servindo peregrinos e expandindo o comércio além de Meca, estabelecendo caravanas de inverno e verão. Ele recebeu uma carta de segurança do César Romano para essas caravanas e desempenhou um papel crucial na introdução do comércio aos coraixitas durante tempos difíceis.  Abdal Mutalibe também tinha uma alta posição dentro da tribo e era conhecido por sua sabedoria e paciência. A posição dos coraixitas como guardiões da Caaba lhes forneceu uma base sólida para o comércio, permitindo que se apresentassem como o povo do Santuário Sagrado sempre que atacados. Sua localização central facilitou as rotas comerciais com a Abissínia, Iêmen e Síria, contribuindo para sua riqueza e alianças com outras tribos. Essa santidade percebida obteve apoio de várias tribos, tornando-os um dos grupos mais poderosos da Arábia. A fama dos coraixitas cresceu significativamente após a ascensão do islamismo, principalmente devido ao fato de Maomé ser desta tribo. 

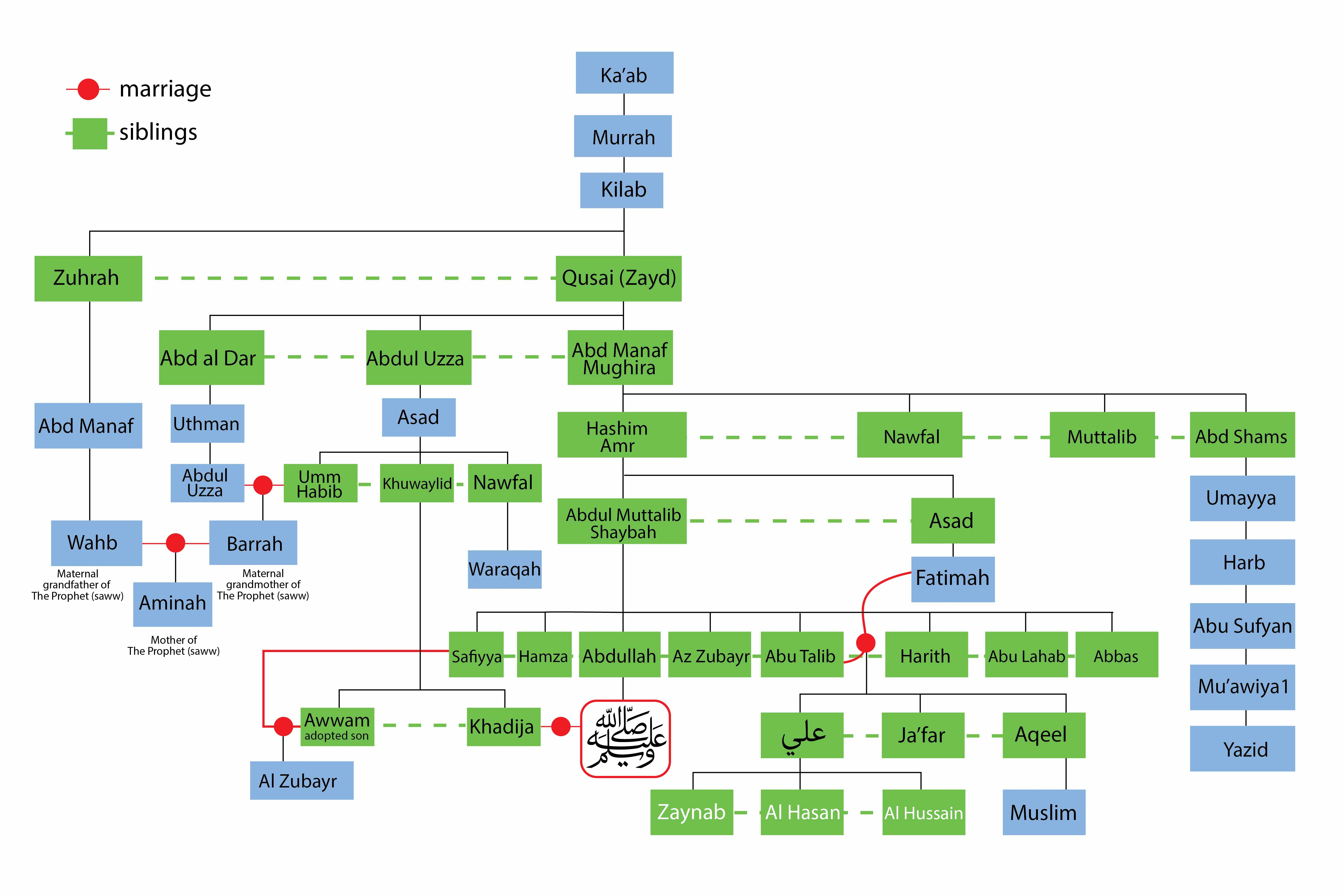
Ancestrais de Abu Talibe e Fátima

### Genealogia
Seu nome e linhagem são relatados como Abde Manafe ibne Abdal Mutalibe ibne Haxim ibne Abde Manafe Alcoraxi. Abu Talibe era filho de Abdal Mutalibe Haxim e Fátima binte Anre dos Maquezum dos coraixitas, e um irmão de Abedalá, o pai do profeta Maomé.   A tradição islâmica descreve Abdal Mutalibe como o saíde mais respeitado dos coraixitas, um homem rico, dono de centenas de camelos, e de um poço ou propriedade em Taife chamado Du Alarame (Dhū l-Haram). Após a morte de Mutalibe, Abedal Mutalibe foi supostamente encarregado dos ofícios de rifāda e siqāya, fornecendo aos peregrinos que vinham a Meca comida e bebida, respectivamente. Ele é creditado com a escavação do poço de Zanzame (Zamzam) e é dito ter estabelecido as relações comerciais de Meca com o Iêmen. Seus companheiros de tribo supostamente o chamavam de Alfaiade (al-Fayyāḍ), "o Abundante". Seu papel heroico na defesa da Caaba quando Abraha atacou Meca é especialmente destacado. Após a morte de Abdal Mutalibe, Abu Talibe herdou dele os ofícios de siqāya e rifāda (fornecer água e comida para os peregrinos).  Sua mãe Fátima binte Anre do Maquezum dos coraixitas deu à luz três filhos para Abdal Mutalibe, chamados Abu Talibe, Zubair e Abedalá. Os descendentes de Abu Talibe são chamados de Ali Abi Talibe, Talibim, binte Abi Talibe e Banu Haxim Talibi. 

### Nomes e títulos
De acordo com alguns relatos antigos, o nome de Abu Talibe era Abde Manafe, embora em alguns menos conhecidos ele seja chamado de Inrã ou Xaiba. No entanto, alguns dos relatos antigos enfatizaram que Abu Talibe era seu nome real e não sua cúnia. O fato de Manafe também ser o nome de um ídolo famoso também foi vinculado à questão teológica da fé da casa do Profeta e de seus antepassados que, de acordo com os xiitas, eram todos monoteístas, mesmo antes do advento da missão profética. Portanto, sempre foi enfatizado que a cúnia de Abu Talibe também era seu nome, ou que ele era chamado de Inrã. Ao mesmo tempo, no final de um pacto elaborado durante o tempo da missão do Profeta e que se acredita ter sido escrito por Ali, a assinatura deste último aparece — contrariamente às regras gramaticais — como Ali b. Abu Talibe, enquanto deveria ter sido Ali ibne Abi Talibe.  Também deve ser dito que Abu Talibe teria tido um filho chamado Talibe que não deixou descendentes. No entanto, o que as fontes dizem sobre a situação de Talibe é complexo e altamente ambíguo e seu destino parece muito vago. 

## Vida

### Nascimento antes do início da missão de Maomé
A data exata do nascimento de Abu Talibe não é relatada nas fontes, mas é declarado que ele nasceu oitenta e poucos anos antes da Hégira. Ibne Hajar, em Al-Asaba, relata o nascimento de Abu Talibe como 35 anos antes do Ano do Elefante (535) e trinta e cinco anos antes de Maomé. 
É claro que, com raras exceções, as informações sobre Abu Talibe derivam das biografias do Profeta (a literatura sīra) sobre os períodos antes e depois do início da missão de Maomé.  Após a morte de Abdal Mutalibe, Abu Talibe cuidou de Maomé, que tinha menos de dez anos. Ele gostava tanto de Maomé que nunca se separou dele e, de acordo com algumas narrativas, ele até o levou consigo em uma caravana comercial com destino a Axame.
Abu Talibe ocupava um lugar especial entre os coraixitas e era conhecido como um dos ḥukkām, ou figuras importantes dos coraixitas.  Algumas fontes dizem que ele ganhava a vida vendendo perfumes e trigo e, como mencionado acima, ele empreendeu empreendimentos comerciais para Axame. No entanto, de acordo com outros relatos, sua situação era penosa e ele foi forçado a pedir dinheiro emprestado por dois anos a seu irmão Alabas para cumprir sua responsabilidade de siqāya, ou seja, fornecer água potável para os peregrinos na Caaba. Eventualmente, ele entregou essa responsabilidade ao seu irmão em troca do cancelamento de sua dívida e, de acordo com outros relatos, ele colocou alguns de seus filhos sob os cuidados de outros por conta de sua pobreza. No entanto, dado que em sua carta a Maomé Anafes Azaquia por volta de 145/762, o abássida Almançor explicitamente levanta o assunto da pobreza de Abu Talibe e da ajuda que Alabas lhe deu, não está claro até que ponto essas histórias da penúria de Abu Talibe estão de fato relacionadas à guerra de propaganda entre os abássidas e os talíbidas a respeito de suas respectivas ascendências. 

#### Uma Jornada à Síria
Era costumeiro que os coraixitas que estavam envolvidos no comércio visitassem a Síria uma vez por ano. Abu Talibe havia determinado participar da jornada anual dos coraixitas. Quanto ao seu sobrinho, a quem ele normalmente não deixava sozinho nem por um tempo, ele havia decidido deixá-lo para trás em Meca e nomear algumas pessoas para cuidar dele. No entanto, quando a caravana estava prestes a se mover, lágrimas escorreram dos olhos de Maomé e ele sentiu profundamente a separação de seu guardião. O rosto triste de Maomé despertou os sentimentos de Abu Talibe a tal ponto que ele se sentiu compelido a suportar as dificuldades envolvidas e levar Maomé consigo.  Esta jornada, empreendida por Maomé aos doze anos de idade, é considerada uma das jornadas mais agradáveis realizadas por ele, porque durante esta jornada ele passou por Madyan, o vale de Qura e o país de Samud e testemunhou as belas paisagens naturais da Síria. A caravana ainda não havia chegado à Síria quando um incidente ocorreu no caminho em um lugar chamado Busra, que perturbou o programa da jornada de Abu Talibe até certo ponto. 

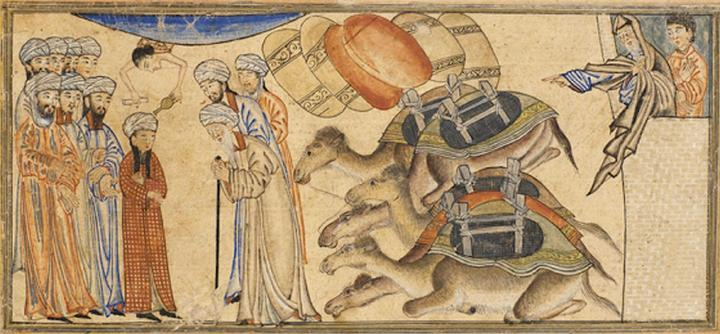
O jovem Maomé e o monge Bahira

Por muitos anos, um monge chamado 'Bahira' estava envolvido em adoração em seu mosteiro particular situado em Busra. Ele possuía um conhecimento muito profundo da fé cristã e era muito respeitado pelos cristãos daquela área. Às vezes, as caravanas comerciais interrompiam sua jornada naquele lugar e os membros das caravanas o visitavam para buscar bênçãos. Felizmente, Bahira encontrou a caravana comercial coraixita. Seus olhos caíram no sobrinho de Abu Talibe, que atraiu sua atenção. Seu olhar misterioso e profundo indicou o segredo que estava escondido em seu coração. Ele olhou por alguns momentos e então, de repente, quebrou o silêncio e perguntou "Com quem esse garoto é parente entre vocês?" Alguns dos presentes olharam para seu tio. Abu Talibe disse: "Ele é meu sobrinho". Então Bahira disse: "Este menino tem um futuro brilhante. Ele é o mesmo Profeta prometido cuja profecia universal, conquistas e governo foram preditos nos Livros Celestiais e os sinais que li nos Livros se aplicam a ele. Ele é o mesmo Profeta, sobre cujo nome e sobre o nome de cujo pai e a respeito de cuja família, li nos livros religiosos, e sei de onde ele deve surgir e de que maneira sua religião se espalhará no mundo. No entanto, você deve mantê-lo escondido dos olhos dos judeus, pois, se eles descobrirem sobre ele, eles o matarão". 
A maioria dos historiadores diz que o sobrinho de Abu Talibe não foi além daquele lugar (Busra). No entanto, não está claro se o tio de Maomé o enviou de volta para Meca junto com outra pessoa (e isso parece ser bastante improvável depois que Abu Talibe ouviu do monge que ele não deveria separar seu sobrinho de si mesmo) ou se ele próprio retornou a Meca junto com ele e interrompeu sua jornada. E às vezes é dito que ele levou Maomé para a Síria junto com ele, cuidando muito bem dele.

#### Um Pacto de Cavalheirismo
Nos anos anteriores ao surgimento do islamismo, os coraixitas estavam envolvidos em um conflito conhecido como a "Guerra Sacrílega", que começou devido ao assassinato de um homem da tribo Amir por um indivíduo da tribo Quinana. Esta guerra, que teve apenas cinco dias de luta real, levou a um crescente descontentamento entre os coraixitas e os levou a considerar o estabelecimento de um sistema de justiça para evitar conflitos semelhantes. Após a guerra, um comerciante iemenita chamado Zubaide enfrentou dificuldades para cobrar uma dívida em Meca. Como um estranho sem aliados, ele corajosamente defendeu a justiça e apelou aos coraixitas. Esta ação levou vários clãs coraixitas, sob a liderança de Abedalá ibne Judã, a se reunirem em sua casa e assinarem um pacto para apoiar os oprimidos e estabelecer a justiça. Neste pacto, os membros juraram ajudar uns aos outros contra qualquer opressão, fosse ela afetando um membro dos coraixitas ou um estranho. Maomé (o futuro Profeta do Islã) também participou deste pacto e mais tarde o considerou uma experiência valiosa. Este acordo demonstrou o desejo dos coraixitas de criar um sistema de justiça social. Os clãs dos coraixitas que participaram deste pacto incluíam Banu Haxim, Banu Mutalibe, Banu Zura, Banu Taime e Banu Assade. 

#### Proposta de Abu Talibe
As rigorosas condições financeiras do seu sobrinho levaram Abu Talibe, que era um dos chefes de Meca e nobre coraixita e era famoso pela sua generosidade, bravura e disposição magnânima, a providenciar-lhe uma vocação. Disse, por isso, ao seu sobrinho: "Cadija, filha de Cuailade, é uma das pessoas ricas entre os coraixitas e as suas atividades comerciais estendem-se ao Egito e à Etiópia. Ela está à procura de um homem honesto que assuma a responsabilidade pelo seu comércio, participe em seu nome na caravana comercial coraixita e leve a sua mercadoria para a Síria para vender.   Cadija era uma comerciante proeminente e rica em Meca, conhecida por sua integridade e perspicácia nos negócios. Ela já havia se casado duas vezes antes e tinha cerca de 40 anos quando se casou com Maomé, que tinha 25 anos na época.   Apesar de receber propostas de outros homens ricos coraixitas, Cadija foi atraída pela honestidade e caráter de Maomé. O casamento deles começou quando Cadija enviou uma mensagem a Maomé, pedindo que ele administrasse sua caravana comercial para a Síria. Após uma viagem bem-sucedida e ouvir relatos favoráveis sobre Maomé de sua serva Maysarah, que testemunhou seu comportamento nobre durante a jornada, Cadija ficou ansiosa para se casar com ele. Em vez de abordar Maomé diretamente, ela pediu a ajuda de sua amiga Nufaysah para propor casamento em seu nome. Maomé inicialmente hesitou devido a preocupações financeiras, mas concordou quando soube da riqueza e status de Cadija.  A cerimônia de casamento ocorreu com a presença de familiares, incluindo o tio de Maomé, Abu Talibe, e o primo de Cadija, Waraqah bin Nawfal, que era conhecedor de assuntos religiosos. Durante a cerimônia, Cadija expressou sua afeição por Maomé, afirmando que sua casa seria sua casa e que ela o serviria. Essa união marcou o início de uma parceria significativa nos reinos pessoal e espiritual. Maomé não se casou com nenhuma outra mulher durante a vida de Cadija, destacando seu status único em sua vida. 

### A vida após a missão do Profeta Maomé
Quando Maomé foi nomeado profeta, Abu Talibe não fez objecções ao Islão dos seus dois filhos, Jafar e ‘Ali , e até lhe ordenou que acompanhasse o Profeta. Assegurou também o seu apoio a Maomé. Entretanto, em resposta ao convite do Profeta, que o considerava a pessoa mais merecedora de aceitar o Islão, aparentemente referiu-se à sua idade avançada e à reprovação e animosidade dos coraixitas. 'Abbas foi evasivo e Hamzah incompreensivo, embora ambos lhe assegurassem a sua inabalável afeição por ele pessoalmente; mas Abu Laabe mostrou claramente a sua convicção de que o seu sobrinho se estava a enganar, se não fosse um enganador.   De acordo com o que é mencionado na história de Tabari, na História Completa e no Musnad de Ahmad, Maomé apresentou Ali como seu sucessor durante uma sessão que organizou com as suas tribos para um convite aberto ao Islão , considerando a adesão para ele essencial para todos. Após esta declaração, alguns participantes dirigiram-se sarcasticamente a Abu Talibe, dizendo: "Maomé ordenou-lhe que seguisse o seu filho e lhe obedecesse, e ele fez dele o seu líder." Após o convite público de Maomé, a pressão dos coraixitas sobre Abu Talibe intensificou-se. 
Os opositores de Maomé realizaram três reuniões com Abu Talibe para o convencer a retirar o seu apoio a Maomé e a dissuadir o seu sobrinho das suas reivindicações, mas de todas as vezes reafirmou o seu apoio a Maomé.   Num dos encontros entre os coraixitas e Abu Talibe, foi-lhe oferecido que, em troca da entrega de Maomé aos seus adversários, poderia adoptar o jovem belo e inteligente, Imara ibne Ualide, como seu próprio filho; no entanto, Abu Talibe ficou muito irritado com esta proposta dos coraixitas e, de acordo com um relato da história de Tabari, ameaçou matar Almotamir ibne Adi, que apoiava esta proposta.  Abu Talibe também formou um grupo como um círculo defensivo em torno de Maomé para o proteger do assédio dos coraixitas, com membros vindos dos Banu Haxim. Alguns deles comprometeram-se a apoiá-lo e a protegê-lo por causa da sua fé e outros concordaram em fazê-lo tendo em vista o laço de parentesco. Entretanto, Abu Laabe rejeitou o convite de Abu Talibe.  Gibbon atribui a oposição dos coraixitas a Maomé à inveja pela posição dos Banu Haxim. 
Ibne Abas narrou: "Quando Abu Talibe adoeceu e os últimos momentos de sua vida chegaram, os coraixitas decidiram usar sua influência para forçar o Profeta a aceitar um tratado que limitaria sua propagação do Islã. Eles disseram a Abu Talib: "Você vê o que está acontecendo entre nós e os filhos de seu irmão - chame-o e resolva algo entre nós para que o deixemos em paz e ele nos deixe em paz. Peça que ele nos deixe em paz com nossa religião e nós, por sua vez, o deixaremos em paz com a dele." Abu Talibe chamou o Profeta e repetiu o que os politeístas lhe disseram. O Profeta se voltou para os politeístas em resposta e disse: "Se vocês estiverem dispostos a aceitar apenas uma frase minha, então vocês se tornarão reis sobre os árabes, e os não árabes aceitarão sua religião." Abu Jahl respondeu: "Estamos prontos para aceitar dez frases de vocês." O Profeta disse: "Diga 'Não há Deus além de Alá' e pare com sua adoração de ídolos." Os politeístas ficaram consternados e deixaram a reunião sem concordar com esses termos. 
Antes da morte de Abu Talibe, os politeístas não tiveram escolha a não ser tentar persuadi-lo a entregar o Profeta. Um dia, os politeístas foram até Abu Talibe e tentaram convencê-lo a entregar o Profeta, para que pudessem matá-lo - naturalmente, Abu Talibe recusou. Quando anoiteceu, o Profeta desapareceu de repente. Esta notícia chegou rapidamente a Abu Talibe e ele reuniu os outros descendentes de Abdal Mutalibe. Abu Talibe deu a cada um deles um pedaço de ferro afiado e contou-lhes o que viria a seguir - eles deveriam esconder essas armas e entrar em Masjid al-Ḥarām. Cada um deles deveria sentar-se ao lado de um dos nobres coraixitas. Se o Profeta tivesse sido morto, eles não deixariam nenhum dos nobres permanecer vivo. Esses indivíduos foram e sentaram-se silenciosamente ao lado de seus alvos, prontos para o comando de Abu Talibe. De repente, Zaíde ibne Harita chegou e disse que tinha acabado de estar com o Profeta. Abu Talibe disse que não entraria em sua casa até que tivesse visto o Profeta com seus próprios olhos. Zaide foi até o Profeta, que estava hospedado em uma casa junto com um grupo de seus companheiros perto de Safã. 
Um dos eventos significativos durante a vida de Abu Talibe foi a migração de muçulmanos para a Abissínia (atual Etiópia), que ocorreu por volta do quinto ano da missão do Profeta Maomé. Essa migração foi principalmente em resposta à severa perseguição enfrentada pelos primeiros muçulmanos da tribo coraixita em Meca. Dada a situação crítica, o Profeta aconselhou seus seguidores a buscar refúgio na Abissínia, onde o Rei Najaxi era conhecido por sua justiça e compaixão. O primeiro grupo consistia de cerca de 12 a 15 indivíduos, incluindo figuras notáveis como Otomão ibne Mazum e sua esposa Rucaia, que viajaram secretamente para a Abissínia. Isso foi seguido por um grupo maior de aproximadamente 83 homens e mulheres liderados por Jafar ibne Abi Talibe. Essa migração forneceu aos muçulmanos um refúgio seguro para praticar livremente sua fé e fortaleceu sua comunidade, destacando a crescente aceitação do islamismo além da Arábia e permitindo que preservassem suas crenças enquanto aguardavam melhores condições em Meca.  
No sétimo ano após a profecia, e depois que o chamado de Maomé começou a crescer e a oposição a ele se intensificou em Meca, os oponentes do islamismo decidiram matar Maomé. No entanto, eles enfrentaram a oposição de Abu Talibe em relação a esse assunto, o que os levou a abandonar sua decisão. os coraixitas eventualmente impuseram sanções contra os Banu Haxim. Essas sanções proibiram quaisquer relações pessoais ou sociais com os Banu Haxim. Nesse contexto, Abu Talibe, junto com Maomé, reuniu todos os muçulmanos fora de Meca em um lugar que mais tarde ficou conhecido como Xibe Abi Talibe. Entre os Banu Haxim, todos, exceto Abu Laabe, declararam sua oposição à morte de Maomé, e isso levou Abu Talibe a compor poesia em louvor a eles.  Xibe Abi Talibe era um lugar residencial com pequenas casas e toldos modestos. Abu Talibe nomeou vigias nas alturas da área para evitar um ataque surpresa aos muçulmanos nesta região. Os gritos de cortar o coração das crianças de Bani Haxim chegaram aos ouvidos do povo de Meca, mas não tiveram efeito sobre eles. Jovens e homens comiam apenas uma tâmara e às vezes dividiam uma tâmara em duas partes. Este cerco econômico durou três anos. 
A severidade das ações dos coraixitas na aplicação de seu pacto não diminuiu a paciência e a resiliência dos muçulmanos. Eventualmente, os gritos desesperados de bebês e crianças, junto com a trágica condição dos muçulmanos, tocaram as emoções de algumas pessoas dentro dos coraixitas. Eles começaram a se arrepender de terem endossado o pacto e buscaram soluções para o problema. Um dia, Hisham bin Umar visitou Zoair ibne Abi Omaia, neto de Abdul Mutalibe, e questionou-o sobre a injustiça de desfrutar de luxos enquanto seus parentes sofriam. Zoair respondeu que não poderia reverter unilateralmente a decisão dos coraixitas, mas agiria se alguém se juntasse a ele.  Hixam prometeu seu apoio e procurou uma terceira pessoa, encontrando eventualmente Mutame bine Adi, que também concordou em ajudar se outros se juntassem. Eles reuniram mais apoiadores, incluindo Abul Bakhtari e Zam'a, e combinaram de se encontrar na mesquita na manhã seguinte.Durante a reunião, Zoair instou os coraixitas a renunciar ao vergonhoso pacto devido ao sofrimento da Banu Haxim. Embora Abu Jal se opusesse a essa proposta, o apoio a Zoair cresceu entre outros que eram simpáticos ao fim do pacto. Percebendo que um consenso estava se formando contra ele, Abu Jahl ficou em silêncio. Aproveitando a oportunidade, Mut'am se aproximou do local onde o pacto estava guardado apenas para descobrir que as térmitas haviam consumido tudo, deixando apenas as palavras "Em nome do Senhor" intactas. Ao saber dessa notícia, Abu Talibe informou seu sobrinho Maomé, levando aqueles que haviam buscado refúgio no vale a retornarem para suas casas.  Abu Talibe faleceu logo após o fim do cerco econômico dos muçulmanos.  Quando Abu Talibe faleceu no décimo ano da missão, que ficou conhecido como o "Ano da Dor", o Profeta enfrentou muitas dificuldades sérias. Talvez uma das razões por trás da ordem divina de fazer o Profeta convidar seus parentes para o Islã antes de convidar outros foi que, além de sua familiaridade com o Profeta ajudar a acelerar sua aceitação do Islã - eles também formariam uma proteção natural contra os ataques dos politeístas. 
Naquele dia, o Profeta perdeu um apoiador e defensor que tinha sido responsável por sua proteção e segurança desde que ele tinha apenas oito anos de idade até o dia em que ele estava passando por seu 50º ano. Foi ele quem pairou em torno de sua pessoa da mesma maneira que uma mariposa paira em torno de uma vela. Foi ele quem forneceu ao Profeta do Islã os meios de sua subsistência até que ele próprio se tornou um homem de meios e lhe deu prioridade sobre si mesmo, bem como sobre sua prole. 

## Morte e sepultura

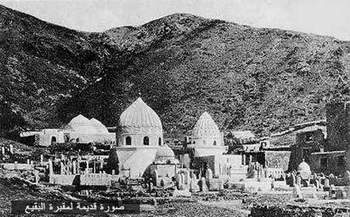
Vista do cemitério de Abu Talibe antes de sua destruição.

### Morte
Abu Talibe morreu algum tempo depois, provavelmente em Ramaḍān ou Shawwāl, 3 anos de emigração para Medina e dez anos após o início da missão profética. (Dezembro de 619 ou janeiro de 620), durante o "Ano da Tristeza". Foi dito que ele tinha mais de oitenta anos na época de sua morte.  Alguns dizem que sua morte ocorreu um mês antes da morte de Khadija; outros dizem que um mês depois.  Na época de sua morte, Abu Talibe disse a seus filhos: "Ó meus parentes! Recomendo Maomé a vocês, tornem-se amigos e apoiadores de sua fé (Islã). Quem o segue se torna próspero. Se a morte tivesse me dado mais algum tempo, eu teria afastado todos os perigos que vieram a ele".  A liderança na casa de Haxim passou para Abu Laabe, que era outro tio de Maomé, mas seu inimigo inveterado. Abu Laabe logo encontrou um pretexto para retirar a proteção do clã de Maomé e isso colocou este último em grande perigo, pois agora ele poderia ser morto impunemente. 

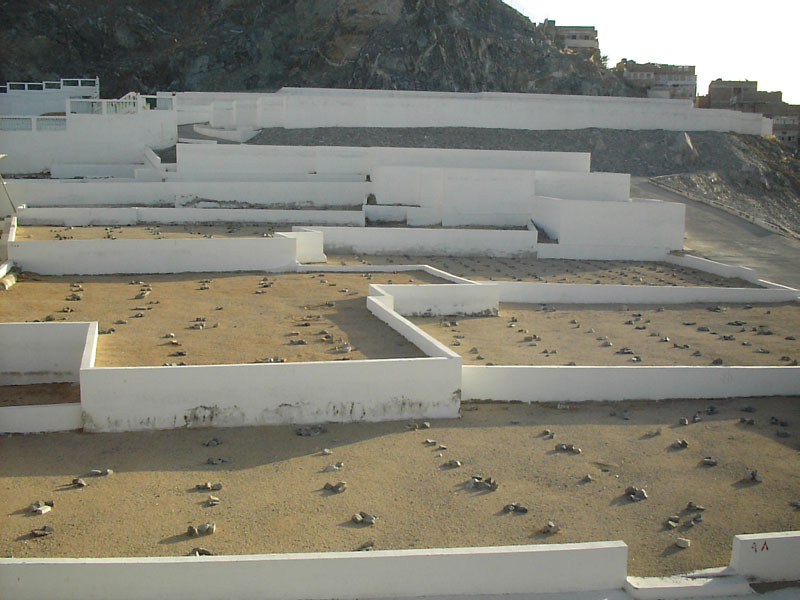
Vista do cemitério de Abu Talibe após a destruição.

### Sepultamento e tumba
Quando Ali informou o Profeta sobre a morte de Abu Talibe, este chorou amargamente. Ele ordenou que Ali providenciasse seu banho, mortalha e cerimônias de sepultamento, e orou a Alá pela salvação da alma que partiu.  Seu corpo foi sepultado no cemitério em Meca, no sopé do Monte al-Ḥajūn. De acordo com várias evidências históricas, antes de sua destruição pelos wahabitas, sua tumba ficava em um santuário separado (buqʿa) e uma câmara funerária (ḍarīḥ). 

## Esposa e filhos
Abu Talibe, o tio do Profeta Maomé, teve quatro filhos com Fátima: Talibe, Acil, Jafar e Ali. Esses filhos tinham uma diferença de idade de 10 anos entre si. Além desses filhos, Abu Talibe teve três filhas chamadas Um Hani (Facta), Jumana e Um Talibe (Rita). Em algumas fontes, Abu Talibe também é relatado como tendo um filho chamado Tálique de outra esposa chamada Ala.  

### Filhos de Abu Talibe e seus Papéis
- Talibe ibne Abu Talibe: O filho mais velho de Abu Talibe, que participou relutantemente da Batalha de Badr e desapareceu depois. Ele não deixou descendentes.
- Acil ibne Abu Talibe: O segundo filho de Abu Talibe, que foi capturado durante a Batalha de Badre e mais tarde libertado com um resgate. Ele se converteu ao Islã após o Tratado de Hudaibia e teve muitos filhos.
- Jafar ibne Abu Talibe: Conhecido como Jafar Ataiar, foi o trigésimo segundo muçulmano e liderou os emigrantes muçulmanos para a Abissínia. Ele foi martirizado na Batalha de Muta e deixou muitos descendentes.
- Ali ibne Abu Talibe: O filho mais novo de Abu Talibe, reconhecido como o primeiro Imã dos xiitas e uma das figuras mais importantes da história islâmica. [43] [14]

### Filhas de Abu Talibe
- Um Hani (Facta): Uma das filhas de Abu Talibe mencionadas nas fontes históricas.
- Jumana: Outra filha de Abu Talibe registrada em algumas fontes.
- Rita (Um Talibe): Também conhecida como filha de Abu Talibe em alguns relatos históricos. O status da tribo Banu Haxim levou à sua proibição de receber esmolas (caridade) sob a lei islâmica. [43]

Após se casar com Cadija, Maomé decidiu ajudar seu tio Abu Talibe, levando Ali ibne Abi Talibe para ser criado em sua própria casa. Jafar ibne Abi Talibe também foi levado por Abbas para ser criado.  De acordo com Abu Alfaraje de Ispaã, Abas levou Talibe, e Hâmeza levou Jafar para serem criados. Jafar Subani acredita que a intenção principal de Maomé era educar e criar Ali sob sua supervisão.  Quando Ali tinha seis anos de idade, seu pai Abu Talibe, que era o líder da tribo Banu Haxim, enfrentava dificuldades financeiras. Maomé, que havia sido criado por Abu Talibe em sua própria infância e agora tinha mais de 30 anos, sugeriu cuidar de Ali para aliviar o fardo financeiro de Abu Talibe. Abu Talibe concordou, e Ali foi criado na casa de Maomé desde tenra idade.  De acordo com Xarife Alcoraxi, Abu Talibe preferia Acil entre seus filhos. 

## Características físicas e morais
Abu Talib era famoso por sua generosidade entre os Quraysh, e em uma época em que nenhum dos membros desta tribo fornecia comida aos outros, ele era quem oferecia hospitalidade em Meca.  Ele era um homem que possuía uma natureza nobre e um espírito magnânimo, e sua casa era um asilo para os necessitados e os órfãos. Além de ser o chefe de Meca e possuir alguns cargos em relação à Sagrada Caaba, ele desfrutava de uma posição muito alta na sociedade árabe e como ele havia sido o guardião do Profeta após a morte de Abdul Muttalib.  Ao longo de sua vida, apesar de seu alto status social, ela viveu uma vida simples e frugal e não reclamou com ninguém sobre as dificuldades da vida.  Foi dito sobre sua consciência, justiça e influência que as tribos árabes em Meca reconheceram Abu Talib como seu juiz, e ele manteve o direito em seus julgamentos e era um homem de opinião. 

## Fé ou Politeísmo de Abu Talib
A fé de Abu Talib, o tio do Profeta Muhammad, é um tópico de debate significativo entre estudiosos sunitas e xiitas. Os estudiosos xiitas afirmam que Abu Talib tinha fé no islamismo e apoiou o Profeta durante toda a sua vida, destacando seu caráter nobre e os sacrifícios que ele fez pela comunidade muçulmana. Eles argumentam que ele nunca adorou ídolos e era monoteísta, considerando-o um dos sucessores de Abraão. Por outro lado, os estudiosos sunitas frequentemente afirmam que Abu Talib morreu como politeísta, citando narrativas que sugerem que ele aderiu às crenças de seus ancestrais até sua morte. Eles fazem referência a incidentes em que, em seu leito de morte, Abu Talib se recusou a proclamar a unicidade de Deus, afirmando que estava seguindo a religião de Abdul Muttalib.

### A visão daqueles que acreditam em politeísmo
A maioria dos biógrafos sunitas acredita que Abu Talib morreu como politeísta. De acordo com fontes como a Sirah de Ibn Hisham, embora Muhammad considerasse Abu Talib a pessoa mais merecedora de aceitar o Islã, Abu Talib, citando sua idade avançada e a hostilidade e inimizade dos coraixitas em relação a Muhammad, se absteve de fazê-lo. No entanto, ele nunca deixou de apoiar Muhammad1. O apoio de Abu Talib contra os ataques dos politeístas de Meca foi percebido pelos oponentes como uma forma de proteção a Muhammad devido à sua relação de adoção17. Ele também compôs poesias criticando e condenando os coraixitas. 
O grupo que acredita no politeísmo de Abu Talib citou os versículos 113 da Surata At-Tawbah e 56 da Surata Al-Qasas, alegando que esses versículos foram revelados em homenagem a Abu Talib. De acordo com uma narração fraca de Ibn Abbas em fontes sunitas, a ocasião da revelação do versículo 26 da Surata Al-An'am sobre o politeísmo de Abu Talib foi relatada. 
Alguns que acreditam no politeísmo de Abu Talib, citando narrações de Sahih Bukhari e Muslim, dizem que o versículo 56 da Surata Al-Qasas foi revelado sobre a falta de fé de Abu Talib1. Alguns comentaristas sunitas usaram o consenso para apoiar essa alegação. De acordo com uma narração atribuída a Abu Huraira, os esforços de Muhammad para fazer Abu Talib dizer "Não há outro deus além de Allah" nos momentos finais de sua vida foram infrutíferos e, finalmente, o versículo 56 da Surata Al-Qasas foi revelado1. De acordo com outra narração, o politeísmo de Abu Talib foi contrastado com a fé de Wahshi — o assassino de Hamza, o tio do Profeta do Islã. 

### Visão dos crentes na fé
De acordo com a crença xiita, Abu Talib tinha fé em Maomé e em sua religião, mas ele considerou prudente esconder isso, como se tivesse tornado sua fé pública, sua posição teria sido definida como a de outros muçulmanos em Meca, e ele não teria sido capaz de agir como um líder da tribo, juiz e árbitro sobre os politeístas, nem poderia ter alavancado sua posição como um chefe para apoiar o Mensageiro de Deus e defender sua religião.  Em relação ao islamismo de Abu Talib, que é uma questão de debate teológico entre seitas islâmicas, há inúmeras narrações e relatórios disponíveis, e muitos livros, tratados e artigos foram escritos sobre o assunto, entre os mais antigos dos quais está o livro "A Fé de Abu Talib" do Sheikh Mufid (falecido em 413 AH). A maioria dos estudiosos e intérpretes xiitas, juntamente com algumas figuras sunitas notáveis, acreditam no islamismo de Abu Talib com base nas narrativas do Ahl al-Bayt ou em seu próprio raciocínio e inferência, enquanto consideram os relatos de alguns historiadores e intérpretes sunitas que negam a fé de Abu Talib como fracos.  Da perspectiva xiita, as citações de alguns estudiosos sunitas de versos do Alcorão (Surah At-Tawbah, 9:114; Surah Al-Qasas, 28:56) interpretadas como se referindo à situação de Abu Talib são consideradas inválidas e rejeitadas.  Portanto, a fidelidade de Abu Talib era uma das necessidades do xiismo. Todos os xiitas disseram isso e muitos dos zaiditas. Algumas das grandes personalidades dos muítazilitas também disseram isso. Entre eles estavam o xeque Abul Qassim al-Balkhi e Abu Ja'far al-Iskafi.  Muitos dos santos e ulemás disseram que foi provado para eles que Abu Talib era muçulmano; entre eles estavam al-Qurtubi, as-Sabki, ash-Sha’arani e muitos outros. Eles disseram: “É nisso que acreditamos diante de Alá.”  De acordo com Bahamian, em algumas das narrativas duvidosas sobre a falta de fé de Abu Talib, um papel particular é dado a al-Abbas que, deve ser lembrado, só se converteu após a conquista de Meca. Algumas das narrativas sobre este assunto até se referem a versículos do Alcorão que dizem negar que Abu Talib tinha qualquer fé no Islã e proíbem o Profeta de pedir a Deus que o perdoe. Algumas dessas narrativas atenuam a punição de Abu Talib em vista de seus esforços para ajudar o Profeta. De acordo com outros relatos não confiáveis, Ali estava relutante em enterrar seu pai e acabou sendo ordenado a fazê-lo pelo Profeta. Sem surpresa, várias dessas narrativas fabricadas foram narradas pelos transmissores abássidas (rijāl), como Abd Allah ibn al-Ḥārith ibn Nawfal, e, como ilustrado pela ostentação de Ibn al-Muʿtazz em um verso de poesia, os abássidas buscaram colocar as fileiras de seus antepassados bem acima de Abu Talib. Algumas dessas narrativas também foram resultado da hostilidade omíada, especificamente em relação a Ali ibn Abi Talib.  Posições práticas, discursos, poemas e os pontos de vista dos próximos de Abou Talib a respeito dele estão entre as razões para provar a fé de Abou Talib em fontes xiitas. 

#### Medidas
As ações de apoio de Abu Talib em relação à comunidade muçulmana recém-formada e especialmente ao Profeta do Islã estão entre suas posições práticas. Entre elas, pode-se mencionar convidar Ja'far para orar com o Profeta, convidar Fatima bint Asad para abraçar o Islã, não cooperar com os líderes de Quraysh para dissuadir Muhammad de reivindicar a profecia e elogiar os muçulmanos recém-convertidos em sua poesia como posições práticas de Abu Talib. De acordo com fontes xiitas, Abu Talib se converteu ao Islã, mas não declarou abertamente sua fé.  Com base nisso, Abu Talib, com sua posição social, poderia apoiar os muçulmanos e acompanhar Muhammad em sua missão. 

#### Ditos e Poemas
Há muitos ditos e poemas atribuídos a Abu Talib em apoio ao Profeta Muhammad, excedendo mil dísticos, que agora foram compilados em um livro intitulado "Diwan Shir Abu Talib". Ibn Abil-Hadid afirma que, embora não considere esses poemas como tendo uma redação mutawatir (transmitida de forma confiável), ele os considera como transmitindo um endosso mutawatir espiritual do reconhecimento de Abu Talib da profecia do Profeta Muhammad. Allameh Amini também expressa surpresa, perguntando se essas várias expressões em sua poesia não contam como um testemunho e reconhecimento da profecia do Mensageiro de Deus, então o que conta como tal?
Em seu famoso poema Lamiyyah sobre o Profeta, Abu Talib diz:
De fato, um rosto nobre do qual a chuva é buscada pelas nuvens, e um refúgio para órfãos e apoio para viúvas,
Os empobrecidos e decadentes Hashemitas se abrigam com ele e vivem em misericórdia e abundância.
Quando o Profeta foi ao púlpito durante a seca em Medina para rezar por chuva, e a chuva caiu, ele se lembrou desses versos e disse: "Que Deus recompense Abu Talib com bondade; se ele estivesse vivo, seus olhos teriam brilhado."
Quando é mencionado na presença do Imam Sadiq que as pessoas alegam que Abu Talib era um descrente, o Imam faz referência a este poema de Abu Talib: "Você não sabe que consideramos Muhammad como Moisés, o Profeta, conforme apresentado nas escrituras anteriores?" Ibn Abil-Hadid narra os seguintes dísticos:
"De fato, Alá honrou o Profeta (Muhammad); assim, o mais honrado da criação de Deus entre as pessoas é Ahmad.
Para honrá-lo, Seu nome foi tirado de Seu próprio nome, pois o Senhor do Trono é Mahmood, e este Muhammad apoiou o Mensageiro do Senhor com uma espada como um raio, eu o defendo como alguém que se importa com ele.
E talvez o mais explícito de todos seja este dístico:
"Deus, testemunhe que estou na religião do Profeta, que é Ahmad." 

#### Opiniões daqueles ao redor
Os estudiosos e intérpretes xiitas, assim como alguns estudiosos sunitas, consideram Abu Talib um muçulmano, com base em narrativas do Ahl al-Bayt de Muhammad, enquanto o grupo que vê Abu Talib como um politeísta se baseia em narrações fracas e desconectadas.  Imami Shia e a maioria dos xiitas zaidis insistem na fé de Abu Talib com base no consenso atribuído à família do profeta Muhammad.  Quando Ali informou o profeta sobre a morte de Abu Talib, este chorou amargamente. Ele ordenou que Ali providenciasse suas cerimônias de banho, mortalha e sepultamento, e orou a Alá pela salvação da alma do falecido.  A esse respeito, Ali ibn Abi Talib enfatiza com um juramento que seu pai era muçulmano. Em outra narração, ele considera seu pai como o detentor da posição de intercessão que pode interceder por todos os pecadores na terra.  Uma menção foi feita sobre Abu Talib antes do Imam Zaynul Abidin, o quarto Imam. Ele disse: "Eu me pergunto por que as pessoas duvidam da fé de Abu Talib, quando uma mulher não pode continuar sua aliança matrimonial com um marido não muçulmano depois que ela abraçou o Islã e Fátima, filha de Asad, estava entre aquelas mulheres que abraçaram o Islã em um estágio muito precoce e ainda permaneceu sua esposa até que ele deu seu último suspiro".  Imam Muhammad Baqir diz: "A fé de Abu Talib era superior à fé de muitas pessoas e Ali; o Comandante dos Fiéis ordenou que o Haj fosse realizado em seu nome". Imam Ja'far Sadiq diz: "Abu Talib era como o Povo da Caverna. Eles tinham fé em seus corações, mas fingiam ser politeístas. Por esta razão, eles serão recompensados duas vezes".  O Imam Ahmed bin al-Husayn al-Moossily al-Hanafi, que era conhecido como ibn Wahshi, disse: “Odiar Abu Talib é descrença.” Assim foi dito por al-Ajhoori, que era um dos imãs malikitas, em suas fatwas.  At-Talmassani disse ao mencionar Abu Talib: “Ele não deve ser mencionado exceto com a proteção do Profeta porque ele protegeu e apoiou o Profeta em dizer e fazer. Criticar Abu Talib prejudicaria o Profeta e ele, que prejudicou o Profeta, seria descrente e o descrente deveria ser morto.” Abu Tahir disse: “Aquele que odeia Abu Talib é descrente.”  Zayni Dahlan escreveu um livro chamado (Assna al-Matalib), ele diz neste livro: “Acreditar nos ditos desses imãs de que Abu Talib era um fiel é mais seguro para alguém diante de seu Deus, especialmente porque as evidências provam isso, como foi mencionado por al-Barazanji.”  As-Sayooti escreveu um livro sobre este assunto com este título: (Bughyat at-Talib li Eeman Abu Talib) o objetivo do buscador pela fidelidade de Abu Talib). O título do livro foi o suficiente para mostrar o pensamento do autor sobre o assunto. 

## Poemas
Os poemas atribuídos a Abu Talib, devido à sua representação dos eventos em Meca durante o início do Islã e também por sua posição especial, despertaram o interesse dos literatos da era islâmica primitiva. A maioria das odes atribuídas a ele elogia o Profeta, defende o Islã e apoia os muçulmanos, ao mesmo tempo que contém alguns pontos históricos e étnicos. Ibn Salam Jumahi considerou Abu Talib um poeta talentoso, e Ibn Habib também incluiu seu nome entre os poetas. Os estudiosos literários e gramáticos também se referiram aos poemas atribuídos a Abu Talib. Por exemplo, Sibawayh e Jahiz citaram poemas dele como evidência gramatical e literária nos primeiros dias do Islã. 
Parece que a questão da autenticidade dos poemas atribuídos a Abu Talib chamou a atenção de críticos literários e pesquisadores desde o primeiro século da era islâmica. Por exemplo, Ibn Salam, que mencionou o famoso poema de Abu Talib em louvor ao Profeta em um livro de Yusuf ibn Sa'd Jumahi e o considerou eloquente, estava ciente de que alguns versos desse poema foram interpolados. Ibn Ishaq incluiu muitos poemas atribuídos a Abu Talib em seu livro, mas Ibn Hisham se absteve de citar alguns poemas atribuídos a Abu Talib que não eram reconhecidos pelos poetas de sua época. Ele, que não se sentia obrigado a incluir apenas os poemas comumente conhecidos entre os narradores anteriores, às vezes omitia certos versos inadequados dos poemas dos oradores. No entanto, ele incluiu 94 versos do famoso poema de Abu Talib em sua obra, mas acrescentou que alguns duvidavam da autenticidade de mais versos. O fato de Schpersinger considerar os poemas atribuídos a Abu Talib na história de Ibn Ishaq como fabricados e notar que Ibn Ishaq estava ciente da sua inexactidão, ou que Brockelmann considerou os poemas atribuídos a Abu Talib como evidência de sua fé em seu sobrinho, permitindo que os xiitas os usassem como apoio à santidade do Imam Ali, não se alinha com os fatos históricos. Da mesma forma, Nöldeke também confirmou a autenticidade de partes dos poemas relacionados aos eventos do tempo de Abu Talib em Meca. 
Entre os poemas atribuídos a Abu Talib, um famoso poema lamia é amplamente reconhecido. O Profeta também se lembrou de versos dele. Por exemplo, durante a seca em Medina, quando ele foi ao púlpito para rezar por chuva e ela caiu, disse: "Que Deus seja gentil com Abu Talib. Se ele estivesse vivo, seus olhos brilhariam." Ele estava se referindo à conhecida linha: "E nuvens brancas pedem chuva com seu rosto...". Além disso, durante a Batalha de Badr, ele olhou para os corpos dos politeístas e disse a Abu Bakr: "Se Abu Talib estivesse vivo, ele veria como nossas espadas cercaram suas cabeças." Ele estava fazendo referência a esta linha de Abu Talib: "Nossas espadas estarão vestidas com seu sangue". Este poema foi publicado em 1327 AH por Ahmad Fahmi em Istambul. 

## Da perspectiva dos orientalistas
Abu Talib, o tio do Profeta Muhammad, é considerado pelos orientalistas uma figura importante na história islâmica. Diferentes orientalistas têm visões diferentes sobre Abu Talib, que se relacionam a duas questões principais: seu apoio ao Profeta e sua crença ou falta de crença no Islã.
Edward Gibbon (1737-1794), em seu livro The History of the Decline and Fall of the Roman Empire, publicado em Londres entre 1776 e 1789, afirma no Capítulo 50: "Abu Talib, o tio mais nobre do Profeta, sempre foi um guia e protetor para ele, tanto em casa quanto no exterior, na guerra e na paz." No entanto, algumas páginas depois, ele menciona que Abu Talib disse ao povo para não prestar atenção às palavras do Profeta e continuar adorando os ídolos de Lat e Uzza. Gibbon também observa que Abu Talib, sendo o chefe mais velho da tribo Quraysh, defendeu ferozmente seu sobrinho contra a inveja dos Quraysh em relação às virtudes de Banu Hashim. No entanto, ele não faz nenhuma menção à fé de Abu Talib, retratando o relacionamento familiar como a única razão para seu apoio ao Profeta. 
Thomas Carlyle (1795-1881), em seu livro On Heroes, Hero-Worship, and the Heroic in History, que é uma coleção de suas palestras proferidas em 1840, discute o Profeta Muhammad na segunda palestra datada de 8 de maio de 1840. Ele afirma que o Imam Ali ibn Abi Talib foi o primeiro indivíduo a apoiar abertamente o Profeta em uma reunião organizada por ele. Carlyle enfatiza que o Profeta nunca recuou de seu chamado e missão, e que Abu Talib sugeriu aos convertidos em Meca que migrassem para a Abissínia para escapar das conspirações dos Quraysh. Carlyle reconhece a precedência do islamismo de Ali, bem como o apoio de Abu Talib ao Profeta, mas ele não menciona a fé de Abu Talib e erroneamente atribui a migração de alguns muçulmanos para a Abissínia como uma diretriz do Profeta em vez de Abu Talib. 
Thomas Patrick Hughes, em seu livro A Dictionary of Islam (1885), sob a entrada para "Abu Talib", escreve que Abu Talib não abraçou a fé, mas foi um amigo próximo e apoiador do Profeta por quarenta anos. 
Reynold Nicholson, conhecido por suas obras no campo da literatura árabe e persa, especialmente por sua tradução do Masnavi de Rumi em países orientais, afirma em seu livro A Literary History of the Arabs (1907) que Abu Talib defendeu o Profeta Muhammad até os últimos momentos de sua vida. Dada a experiência de Nicholson em literatura árabe, é altamente improvável que ele não tenha encontrado evidências sobre a fé de Abu Talib na história da literatura árabe, e seu tratamento breve e simplista dessa questão não pode advir da ignorância. 
Sir Thomas Arnold, renomado por seus estudos na Índia e sua influência sobre intelectuais como o Dr. Muhammad Iqbal Lahori no Oriente Médio, menciona em seu livro The Preaching of Islam que quando Abu Talib testemunhou a firmeza e insistência do Profeta, ele declarou: "Por Deus, eu nunca o abandonarei aos seus inimigos." No entanto, Arnold não fornece mais comentários sobre a fé de Abu Talib. 
Henri Lammens, um arabista anti-islâmico e padre belga, apenas afirma em seu livro Islamic Beliefs and Institutions que, depois de Abd al-Muttalib, Abu Talib foi responsável pelo cuidado do Profeta. 
A.J. Wensinck, em seu livro The Muslim Creed, publicado em 1932, afirma claramente que tanto Abu Talib quanto Abdullah, o pai do Profeta, morreram como descrentes. 
Dwight Donaldson (1884-1976), um padre cristão que passou anos no Irã de 1914 a 1940, escreveu um livro intitulado The Shiite Religion: A History of Islam in Iran and Iraq, no qual ele cita Ahmad ibn Hanbal e Bukhari, observando que Abu Talib nunca abraçou o islamismo. 
Will Durant, um filósofo e historiador americano, afirma em The Story of Civilization que Abu Talib não se converteu à nova religião do islamismo, mas nunca vacilou em seu apoio ao Profeta, pois sua falta de apoio à sua tribo teria sido contrária às tradições árabes da época. 
William Montgomery Watt, um renomado estudioso islâmico britânico, menciona em seu livro Muhammad: Prophet and Statesman que a razão do apoio de Abu Talib ao Profeta eram principalmente os interesses econômicos da tribo Quraysh, especialmente Banu Hashim. Em seu artigo na Encyclopedia of Islam, ele reitera que Abu Talib não abraçou o islamismo. 
Karen Armstrong escreve em seu livro Muhammad: A Prophet for Our Time que Abu Talib nunca retirou seu apoio ao Profeta e foi seu maior apoiador, mas Armstrong não faz nenhuma referência à conversão de Abu Talib ao islamismo. 
Trevor Oswald Ling em A history of religion East and West; an introduction and interpretation menciona o apoio de Abu Talib ao Profeta, mas não discute sua fé. John Norman Hollister afirma que Abu Talib acreditava corretamente nas alegações do Profeta, mas ele próprio nunca se converteu ao islamismo. 
O último estudioso oriental abordado nesta discussão é Jonathan Brown, que, em seu livro intitulado Muhammad, parte de uma série sobre introduções muito curtas, afirma que Abu Talib foi um grande apoiador do Profeta, mas nunca se tornou muçulmano. 
O que foi mencionado acima compreende um exame das entradas e conteúdo relacionado a Abu Talib em uma seleção de livros abrangendo aproximadamente 220 anos. Ao revisar esses materiais, é evidente que as visões dominantes dos orientalistas em relação a Abu Talib permaneceram bastante consistentes; todos concordam que ele foi um grande apoiador do Profeta do Islã e, como eles afirmam, que ele nunca aceitou a religião do Islã. O ponto de discórdia entre o que os orientalistas disseram e o que os xiitas acreditam está no debate sobre a conversão de Abu Talib ao Islã, que elucida as razões de seu apoio ao Profeta.
Alguns orientalistas não abordaram a fé de Abu Talib devido às seguintes razões:
- Confiança em fontes sunitas: Muitos orientalistas confiaram em fontes sunitas que retratam Abu Talib como um politeísta. Essas fontes normalmente citam narrações afirmando que ele não abraçou o Islã na hora de sua morte.
- Imprecisões históricas: Alguns orientalistas podem ter cometido erros históricos e não conseguiram entender corretamente a situação de Abu Talib. Esses erros podem decorrer do conhecimento insuficiente da história islâmica e de suas figuras.
- Influência da propaganda negativa: O caráter de Abu Talib, como um grande apoiador do Islã e do Profeta, foi sujeito a propaganda negativa. Alguns orientalistas podem ter sido influenciados por essa propaganda e incapazes de analisar os fatos históricos com precisão.
- Falta de atenção às narrações xiitas: Os orientalistas podem ter geralmente negligenciado as narrações e fontes xiitas que confirmam a fé de Abu Talib. Os muçulmanos xiitas, com base em narrações do Ahl al-Bayt (a família do Profeta) e evidências históricas, têm um consenso de que Abu Talib era um crente.No geral, as divergências sobre a fé de Abu Talib entre muçulmanos xiitas e sunitas levaram alguns orientalistas a serem incapazes ou não estarem dispostos a abordar as realidades relativas à sua fé.